# 캐그니 린 카터
캐그니 린 카터(Kagney Linn Karter, 1987년 3월 28일 ~ 2024년 2월 15일)는 미국의 포르노 배우, 모델, 전직 스트리퍼이다.